# Arjun Kapoor
Arjun Kapoor (Bombay, 26 juni 1985) is een Indiase acteur die voornamelijk in Hindi films speelt.

## Biografie
Kapoor begon zijn carrière als assistent regie in 2003, ook was hij medeproducent in twee van zijn vader's (Boney Kapoor) producties, No Entry (2005) en Wanted (2009). Tot hij zijn debuut maakte voor de camera in 2012 in Ishaqzaade.
Voor hij zijn debuut maakte kampte Kapoor met overgewicht, hij omschreef zichzelf als een slordig, humeurig en onzelfverzekerd iemand. Zijn ouders waren gescheiden in 1996, zijn vader hertrouwde dat jaar met actrice Sridevi, waardoor hij nog twee halfzusjes heeft, onder wie actrice Janhvi Kapoor. Zijn biologische moeder kwam te overlijden vlak voor de release van zijn debuutfilm in 2012.

## Filmografie

### Films
| Jaar | Film                             | Rol                                           | Opmerking               |
| ---- | -------------------------------- | --------------------------------------------- | ----------------------- |
| 2003 | Kal Ho Naa Ho                    |                                               | regie assistent         |
| 2005 | No Entry                         |                                               | mede producent          |
| 2007 | Salaam-e-Ishq: A Tribute to Love |                                               | regie assistent         |
| 2009 | Wanted                           |                                               | mede producent          |
| 2012 | Ishaqzaade                       | Parma Chauhan                                 |                         |
| 2013 | Aurangzeb                        | Ajay Singh/ Vishal Singh                      |                         |
| 2014 | Gunday                           | Bala Bhattacharya                             |                         |
| 2014 | 2 States                         | Krish Malhotra                                |                         |
| 2014 | Finding Fanny                    | Savio Da Gama                                 |                         |
| 2015 | Tevar                            | Ghanshyam Shukla                              |                         |
| 2016 | Ki & Ka                          | Kabir Bansal                                  |                         |
| 2017 | Half Girlfriend                  | Madhav Jha                                    |                         |
| 2017 | Mubarakan                        | Karanveer Singh Bajwa/ Charanveer Singh Bajwa |                         |
| 2018 | Bhavesh Joshi Superhero          |                                               | in nummer "Chavanprash" |
| 2018 | Namaste England                  | Paramjit Randhawa                             |                         |
| 2018 | Zero                             | zichzelf                                      | gastoptreden            |
| 2019 | India's Most Wanted              | Prabhat Kumar                                 |                         |
| 2019 | Panipat                          | Sadashiv Rao Bhau                             |                         |
| 2021 | Sandeep Aur Pinky Faraar         | Pinkesh Dahiya                                |                         |
| 2021 | Sardar Ka Grandson               | Amreek Singh                                  |                         |
| 2021 | Bhoot Police                     | Chiraunji Vaidya                              |                         |
| 2022 | Ek Villain Returns               | Gautam Mehra                                  |                         |
| 2023 | Kuttey                           | Gopal Tiwari                                  |                         |
| 2023 | The Lady Killer                  | Rajendar Joshi                                |                         |
| 2024 | Singham Again                    | Zubair Hafeez                                 |                         |
| 2025 | Mere Husband Ki Biwi             | Ankur Chaddha                                 |                         |

### Televisie en Webseries
| Jaar | Programma/ Serie                  | Rol         | Platform           | Opmerking         |
| ---- | --------------------------------- | ----------- | ------------------ | ----------------- |
| 2016 | Fear Factor: Khatron Ke Khiladi 7 | presentator |                    |                   |
| 2016 | Koffee with Karan                 | gast        |                    | seizoen 5, afl. 3 |
| 2018 | Koffee with Karan                 | gast        |                    | seizoen 6, afl. 6 |
| 2020 | Fabulous Lives of Bollywood Wives | gast        | Netflix            | seizoen 1         |
| 2022 | Fabulous Lives of Bollywood Wives | gast        | Netflix            | seizoen 2         |
| 2022 | Koffee with Karan                 | gast        |                    | seizoen 7, afl. 6 |
| 2023 | Cinema Marte Dum Tak              | zichzelf    | Amazon Prime Video |                   |